# Contomastix vittata
Espèce
Statut de conservation UICN

 VU B1ab(iii) : Vulnérable
Synonymes
- Cnemidophorus vittatus Boulenger, 1902
- Ameiva vittata (Boulenger, 1902)

Contomastix vittata est une espèce de sauriens de la famille des Teiidae.

## Répartition
Cette espèce est endémique de Bolivie où elle est présente dans les départements de Chuquisaca, de Cochabamba, de Santa Cruz et de Potosí.

## Publication originale
- Boulenger, 1902 : Descriptions of new Batrachians and Reptiles from the Andes of Peru and Bolivia. Annals and Magazine of Natural History, ser.7, vol. 10, p. 394-402 (texte intégral).